# Juan de Guzmán Ixtolinque
Don Juan de Guzmán Ixtolinque fue un noble indígena que gobernó en Coyoacán entre 1525 y 1569, ya dentro del período virreinal de la historia de México.

## Biografía
Fue hijo de Cuauhpopoca, que fue señor de Coyoacán hasta su ejecución por orden de Hernán Cortés en 1519, y de Huitzilatzin, perteneciente al linaje gobernante de Huitzilopochco (actualmente San Diego Churubusco). Por lo tanto, era tataranieto de Huitzilíhuitl, segundo tlatoani de México-Tenochtitlan. 
Guzmán Ixtolinque ocupó el tlatoanazgo de Coyoacán después de la muerte de su hermano Hernando Cetochtzin, que murió durante la expedición de Cortés a Guatemala en 1525. Fue un gran aliado de Cortés, y por instancia suya se estableció en Coyoacán el segundo ayuntamiento de Nueva España y la primera sede del gobierno colonial español en ese territorio. 
La esposa de Ixtolinque fue sobrina de Carlos Ometochtzin, señor de Texcoco que fue ejecutado por idolatría en 1539, pues se hizo pública su práctica de la religión prehispánica de los nahuas. A la muerte de Juan de Guzmán le sucedió como tlatoani de Coyoacán su hijo, Juan de Guzmán, el joven.